# Далай-лама VII
Далай-лама VII (1708– 22  березня 1757) — 7-й Далай-лама в 1715—1757 роках, поет, вчений.

## Життєпис
Належав до роду Сампо. Син Соднама Дарг'є. Народився 1708 року в Літанзі (тепер Гарцзе-Тибетська автономна префектура), отримавши ім'я Келсанг Г'яцо. Він був визнаний тайши Даші-Батуром і Цеван Дандзін переродженням Далай-лами VI на підставі вірша останнього, в якому той «натякав», що повернеться в Літанг. Натомість хошутський хан Лхавзан оголосив новим Далай-ламою Нгаван Еше Г'яцо новим Далай-ламою VI. Цей вибір визнав Панчен-лама V (Лобсан Еше Пелсанпо) й цінський імператор Кансі. Проте більшість тибетського духівництва відкинуло таке «обрання». 1709 року за наказом імператора Нгавану Еше Г'яцо було надано печатку Далай-лами VI.
1715 року цінський уряд визнав Келсанга Г'яцо справжнім Далай-ламою. Його висвячення відбулося в монастирі Кумбум під керівництвом Нгавангом Лобсангом Тенпай Г'ялценом. Цим було створено привід для цінського втручання у справи Тибету. 1717 року до Тибету вдерлося джунгарське військо на чолі із Церін Дондупом, яке повалило Лхавзан-хана, створивши власний уряд на чолі із сакйонгом (намісником) Тагцепою.
У 1720 році цінське військо за допомогою загонів кукунорських хошутів та знаті з Цангу і Нгарі зумів вибити джунгарів з Тибету. Втім спочатку керував військовий уряд на чолі із китайцем Ян Сінєм, а потім — калони (міністри) під орудою Ханченне Сонам Г'ялпо. Влада Далай-лама VII виявилася обмеженою. 1721 року прийняв чернечі обітниці. 1724 року звертався до цінського військового намісника в Цінхаї — Нянь Ген'яо щодо більш м'якого ставлення до заколотника Лобсан Тенцзіна (сестра Далай-лами була дружиною  останнього, а старший брат — Ченлей — пошлюбив небогу Лобсан Тенцзіна). 1726 року прийняв обітниці Гелонг (головні обітниці) від Панчен-лами V. 
1727 року він через свого батька підтримав заколот молодших калонів Нгафона Дордже Г'ялпо (був роду зі спорідненого роду Сампо), Лумпане Таші Г'ялпо (був тестем батька Далай-лами) і Чараба Лодро Г'ялпо проти Ханченне, якого було вбито. Втім Полане Сонам Топге, калон з Цангу зібрав потужне військо, з яким завдав поразки союзникам Далай-лами VII. Невдовзі до Тибету прибули цінські війська. Того ж року Далай-ламу було відправлено у заслання на батьківщину до Літану (монастиря Гартар). Щоб зменшити значення заслання 1729 року батько Далай-лами отримав титул фугогуна (князя 6-го ступеню).
Протягом 20 років займався лише питаннями релігії та піклувався про зведення буддійських монастирів, попри те, що 1735 року отримав дозвіл повернутися до Лхаси. 1739 року дозволив в Тибеті роботу католицької місії на чолі з Франческо Орацио делла Пенною. Місія домоглася певного успіху. Далай-лама виявив до неї інтерес, і до її ліквідації в 1745 році встиг взяти участь в диспуті з делла Пенною і навіть обмінятися листами з папою римським Климентом XII.
У 1751 році внаслідок розкриття змови міванга Г'юрме Намг'яла та придушення подальшого повстання його прихильників відповідно до «Положення про ліквідацію наслідків бунту в Тибет у 13 статтях» (відоме як «Тибетське уложення») утворюється кашаг (уряд) у складі 4 калонів (міністрів), підпорядкованих Далай-ламі VII. Разом з тим їх контролювали 2 амбаня, призначених цінським урядом. Далай-лами отримали духовне і цивільне управління в Тибеті з певною автономією.
1753 року заснував палацовий комплекс Норбулінга в Лхасі та створив школу Це в палаці Потала. Тогож року змусив Джаяпракаша Маллу, раджу Катманду, надсилати до Тибету повновісні монети-мохари в обмін на срібні злитки, що вирушали з Тибету. Помер Далай-лама VII 1757 року.

## Творчість
З дитинства уславився своєю здатністю спонтанно складати вірші, що переважно були присвячені духовним питанням. Він був великим ученим і написав багато книг, особливо про тантру.